# Dwoje (film 1965)
Dwoje (org. Двое) – radziecka nowela filmowa z 1965 roku w reż. Michaiła Bogina (jego praca dyplomowa). Za osnowę scenariusza filmu posłużyła autentyczna historia głuchoniemej aktorki Swietłany Soninej. 

## Opis fabuły
Film, to historia znajomości dwojga ludzi, pochodzących z dwóch "różnych światów" – studenta konserwatorium Siergieja i głuchoniemej dziewczyny imieniem Natasza. Pewnego dnia, Siergiej wychodząc z konserwatorium, dostrzega na ulicy atrakcyjną dziewczynę. Podąża za nią, próbując nawiązać znajomość. Jednak dziewczyna zachowuje się dość dziwnie, nie reagując na umizgi kawalera – wkrótce okazuje się, że jest głuchoniema. Początkowo "zbity z tropu" Siergiej nie wie co ma robić – zrezygnować z zawarcia dość dziwnej znajomości, czy też próbować dalej. Bardzo szybko zwycięża w nim ta druga opcja. Podążając śladem Nataszy, przekonuje się, że obcowanie z nią ma sens tylko wtedy, gdy jest w stanie zrozumieć jej, zupełnie obcy dla muzyka, świat – świat ciszy. Z kolei Natasza, przychylna Siergiejowi, zaczyna interesować się dziedziną pracy Siergieja – muzyką. Choć z pozoru wydaje się to niemożliwe – chodząc na koncerty z jego udziałem – próbuje przeniknąć i zrozumieć jego świat. 

## Obsada aktorska
- Wiktoria Fiodorowa – Natasza
- Walentin Smirnitski – Siergiej
- Rūdolfs Dambrāns – dyrektor teatru
- Luijs Šmits – stróż
- Voldemārs Akurāters – reżyser
- Wiaczesław Zacharow – Dima
- Tamara Witinia – choreograf

i inni. 

## Krytyka
Film spotkał się z dużym uznaniem krytyków zarówno radzieckich jak i zagranicznych. Na IV MFF w Moskwie otrzymał nagrodę Międzynarodowej Federacji Krytyków Filmowych (FIPRESCI).